# 9911 Quantz
9911 Quantz là một tiểu hành tinh kiểu S thuộc vành đai chính. Nó quay quanh Mặt Trời mỗi 3.49 năm.
Được phát hiện ngày 29 tháng 9 năm 1973 bởi Cornelis Johannes van Houten và Ingrid van Houten-Groeneveld ở Đài thiên văn Palomar, tên chỉ định của nó là "4129 T-2". Sau đó nó đổi tên là "Quantz" theo tên của Johan Joachim Quantz.